# Китайски пръчици за хранене
Китайски пръчици за хранене или китайски клечки за хранене (макар че може да се отнася до японски, тайвански и др. клечки) е разговорното и обичайно наименование на този инструмент за хранене, който е обичаен за южна Азия. Двете клечки са с еднаква дължина и могат да бъдат изработени от дърво, пластмаса и дори неръждаема стомана, както и порцелан.

## Галерия
- Жена (Япония), хранеща се с клечки (Утагава Кунийоши, 1798 – 1861)
- Захват за ядене с пръчки
- Различни поставки за пръчици
- Кошче с пръчици за еднократна употреба